# Rolf Tietgens
Rolf Tietgens (* 8. November 1911 in Hamburg; † 11. Dezember  1984 in New York) war ein seit 1939 in den USA lebender deutsch-amerikanischer Fotograf. Er war Mitglied der Photo League in New York. Die Photo League war eine Organisation von Fotografen in New York City, die sich der Dokumentation des Lebens in den Arbeitervierteln widmete. Sie wurde 1936 gegründet und bot ihren Mitgliedern Schulungen, Ausstellungsräume und eine Plattform für den Austausch über soziale und kreative Themen. Die Photo League spielte eine wichtige Rolle bei der Entwicklung der sozialdokumentarischen Fotografie in den USA.

## Leben und Werk
Rolf Tietgens entstammte einer Hamburger Patrizierfamilie. Er besuchte die Schullandheime Hermann-Lietz-Schule Haubinda und Hermann Lietz-Schule Spiekeroog und begann nach der Obersekunda eine kaufmännische Ausbildung, die er 1933/34 mit einem Praktikum in den USA ergänzte. Dort sah er auf der Weltausstellung A Century of Progress Schaukämpfe der Indianer, lernte einen Häuptlingssohn der Sioux kennen und unternahm mehrere Reisen zu den Indianerreservaten, wo er viel fotografierte.
Nach Deutschland zurückgekehrt, begann er einen neuen Lebensabschnitt als Fotograf. Er freundete sich mit dem Maler Eduard Bargheer an und lernte den Fotografen Herbert List kennen. 1935 zog Tietgens nach Berlin; Dort machte er eine Ausbildung an der Filmschule zu Berlin, wo er auch 1936 als Kameramann bei der Verfilmung der Olympischen Spiele tätig war.
Ende 1935 erschien in der von Alfred Schmid herausgegebenen Edition „Der Graue Verlag“ sein erstes Fotobuch Die Regentrommel mit seinen zwei Jahre vorher aufgenommenen Indianerbildern. Es enthält auch von ihm übertragene Gesänge der Indianer. Der Band ist eine lyrische Verbindung von Text und Bildern und weist gleichzeitig auf die zerstörerischen Auswirkungen der amerikanischen Zivilisation auf das Leben der Indianer hin. 1936 wurde das Buch von den Nationalsozialisten verboten. Für manche unter den (inzwischen illegalen) Bündischen galt ihr Besitz als Erkennungsmerkmal. Einige Navajo-Verse wurden in der Jugendbewegung vertont; eine illegale rheinländische bündische Gruppe nannte sich „Navajos“.
Tietgens konnte zwar einige Fotos in Zeitschriften veröffentlichen (zum Beispiel 1935 in Der Querschnitt, 1938 in der Kodak-Zeitschrift Photographik), sah aber keine Berufsmöglichkeiten im nationalsozialistischen Deutschland und emigrierte im Dezember 1938 nach New York. Im Mai 1939 erschien im Hamburger Ellermann Verlag in einer Auflage von 6000 Exemplaren sein Bildband Der Hafen mit einem Vorwort von Hans Leip. Äußerer Anlass für die Publikation waren die Feiern zum 750-jährigen Bestehen des Hamburger Hafens. Sie „präsentiert den Hafen als Organismus, dessen Lebendigkeit im Rhythmus eines Arbeitstages ebenso hervortritt wie in den vielfältigen Nahaufnahmen seiner technischen Organe wie Schiffsschrauben, Materiallager oder Kräne“ und vereinigt so „dokumentarische Präzision und avancierte Bildersprache“.
Die Zeit in den USA
Schon bald nach seiner Ankunft in New York war es Tietgens möglich, in verschiedenen Zeitschriften Bilder zu veröffentlichen, u. a. in Popular Photography, U.S.Camera und in der Sonderausgabe von Fortune zur 1939 New York World’s Fair. 1939 erhielt er eine eigene Ausstellung in der Princeton University, 1941 wurde er vom Landwirtschaftsministerium beauftragt, die Folgen der Flutkatastrophe am Rio Grande zu dokumentieren und im selben Jahr kaufte das Museum of Modern Art zwei seiner Bilder für die ständige Sammlung auf. Daneben veröffentlichte er Aufsätze, zum Beispiel zu dem Thema „What is surrealism?“
Tietgens teilte sich in New York ein Atelier mit der Fotografin Ruth Bernhard; durch sie lernte er die Schriftstellerin Patricia Highsmith kennen, mit der er bis 1970 eine besondere Beziehung hatte. Sie widmete ihm ihr 1964 erschienenes Buch The Two Faces of January (Die zwei Gesichter des Januar), er machte Aktaufnahmen von ihr und formte Porträtelemente der Autorin zu surrealistischen Arbeiten um.
Während des Krieges wurde er für kurze Zeit als „feindlicher Ausländer“ interniert. Um nach dem Krieg finanziell existieren zu können, war er gezwungen, sein Geld vorwiegend mit Werbe- und Zeitschriftenfotografie zu verdienen. So präsentierte er u. a. pharmazeutische Produkte und Schmuck und erhielt einige Auszeichnungen für besonders gelungene Werbeanzeigen. Seinen Wunsch, weitere Fotobildbände zu machen, konnte er nicht verwirklichen. Tietgens Versuche, in Deutschland an seine früheren Erfolge anknüpfen zu können, schlugen fehl.
Er „wandte sich dagegen, dass Fotografen, von denen viele Künstler sind, von einem Art Direktor vorgeschrieben bekommen, welche Bilder sie zu machen haben und wie sie gemacht werden sollten. […] Er konnte es nicht leiden, wenn man ihm Vorschriften machte und lehnte das ab. […] er verprellte damit Leute, die ihm Arbeit hätten vermitteln können.“
1964 beendete er seine Karriere als Fotograf und widmete sich ausschließlich der Malerei. Als Maler hatte Tietgens keine großen Erfolge. Mit dem Ende der 1960er Jahre in New York lebenden Künstler Johannes Dörflinger hatte er regelmäßigen Kontakt, lebte in seinen letzten Lebensjahren jedoch sehr isoliert und war gesundheitlich angeschlagen. Er starb am 11. Dezember 1984 in einer Klinik in Manhattan.
Tietgens Arbeiten befinden sich in zahlreichen Sammlungen, unter anderen in der Berlinischen Galerie, im Bildarchiv Preußischer Kulturbesitz, im Columbus Museum of Art (Columbus (Ohio)), im Berliner Museum Europäischer Kulturen, im Museum of Modern Art sowie im National Museum of the American Indian (Washington, D.C.).

## Veröffentlichungen
- Der Hafen. Ellermann, Hamburg 1939.
- Die Regentrommel. Fotografien. Übertragung der Gedichte aus dem Englischen von Rolf Tietgens. Der Graue Verlag, Berlin 1936.
- Die Regentrommel. Bilder und Gesänge der Indianer. Neuausgabe mit einem Nachwort von Walter Sauer, Graue Edition im Südmarkverlag Fritsch, Heidenheim 1983, ISBN 3-88258-073-9.

In Büchern (Auswahl)
- Hans Arp: On My Way. Poetry and Essays 1912–1947. New York 1948.
- Andreas Feininger: Der Schlüssel zur Fotografie heute. Düsseldorf 1958.
- Hans A. Kluge (Hrsg.): Meisterwerke der Lichtbildkunst. Berlin, Paris 1943
- George Nelson: Storage. New York 1954

In Zeitschriften (Auswahl)
- Der Querschnitt, Graphis, Harper’s Bazaar, Photographie,  U.S. Camera, Vogue